# Deniz Arora
Deniz Arora (* 1989 in Hamburg) ist ein deutscher Schauspieler.

## Leben
Deniz Arora wuchs in Hamburg-St. Pauli auf. Nach seiner Schulzeit besuchte einen Workshop der „Schauspielfabrik Berlin“ und trat dort als Melchior Gabor in Frühlings Erwachen auf.
Sein Schauspielstudium, das er mit dem Bachelor of Arts beendete, absolvierte er von 2013 bis 2017 an der Musik und Kunst Privatuniversität der Stadt Wien. Während seiner Ausbildung spielte Arora bereits verschiedene Rollen an Wiener Theatern. Er hatte Engagements am Theaterhaus Dschungel Wien, am Theater in der Drachengasse und am Schauspielhaus Wien. Außerdem gastierte er 2017 am Stadttheater Regensburg.
In der VOX-Serie Milk & Honey (2018) spielte er neben Artjom Gilz, Nik Xhelilaj und Nils Dörgeloh eine der Hauptrollen. Er verkörperte den Bäckergesellen Jakob Mottke, genannt „Kobi“, der gemeinsam mit seinen beiden alten Freunden Johnny und Michi einen Escort-Service gründen will.
In dem dreiteiligen ZDF-Familienepos Bella Germania (2019) spielte er die Hauptrolle des Enzo, einen Mechaniker der Isetta-Werke und eifersüchtigen Ehemann der Hauptfigur Giulietta (Silvia Busuioc), die ihn aus Dankbarkeit zwar schätzt, aber nicht liebt. Es folgten eine Hauptrolle im Tatort: Querschläger sowie eine Hauptrolle in der internationalen Netflix-Serie Criminal Germany.
In dem ZDF-„Herzkino“-Film Ein Sommer auf Mykonos (2020) spielte Arora den Inselpolizisten Mario Kapino, der gemeinsam mit seinem Kollegen Nikos Sakalidis (Daniel Rodic) um die Schließung ihrer Dienststelle fürchtet. In der 6. Staffel der TV-Serie In aller Freundschaft – Die jungen Ärzte (2020) übernahm Arora eine der Episodenhauptrollen als verletzter Amateurtänzer Aziz Rahmani. In der 16. Staffel der ZDF-Serie Notruf Hafenkante (2021) folgte eine weitere Episodenhauptrolle als tatverdächtiger Besitzer einer Kampfsport-Agentur. In der 9. Staffel der ZDF-Serie Bettys Diagnose (2022) spielte er den charmanten Biker Sven Ritter, bei dem eine frontotemporale Demenz diagnostiziert wird. In der 3. Staffel der ZDF-Serie Doktor Ballouz (2023) übernahm er eine dramatische Episodenhauptrolle als junger, aus Sarajewo stammender Familienvater, der an einer posttraumatischen Belastungsstörung infolge eines Kriegstraumas leidet. In der zweiten Staffel von Para – Wir sind King (2023) spielte Arora den Späti-Besitzer Can. Neben Denis Moschitto und Fahri Yardım war Arora 2023 im Genrefilm Schock als Gangster Paolo zu sehen.
Arora lebt in Berlin.

## Filmografie (Auswahl)
- 2017: Der Kriminalist: Mutter des Sturms (Fernsehserie, eine Folge)
- 2017: Herrgott für Anfänger (Fernsehfilm)
- 2018: Milk & Honey (Fernsehserie, Serienhauptrolle)
- 2018: Bella Germania (Fernsehfilm, Hauptrolle)
- 2019: Tatort: Querschläger (Fernsehreihe)
- 2019: Criminal: Deutschland: Yilmaz (Netflix-Serie, Episodenhauptrolle)
- 2020: Ein Sommer auf Mykonos (Fernsehreihe)
- 2020: In aller Freundschaft – Die jungen Ärzte: Zwickmühle (Fernsehserie, eine Folge)
- 2021: Notruf Hafenkante: Unter der Gürtellinie (Fernsehserie, eine Folge)
- 2021: Toni, männlich, Hebamme – Gestohlene Träume (Fernsehreihe)
- 2022: Polizeiruf 110: Seine Familie kann man sich nicht aussuchen (Fernsehreihe)
- 2022: Bettys Diagnose: Böse Jungs (Fernsehserie, eine Folge)
- 2023: Para – Wir sind King (Fernsehserie, sechs Folgen)
- 2023: Was wir fürchten (Fernsehserie, sechs Folgen)
- 2023: Doktor Ballouz: Dämonen (Fernsehserie, eine Folge)
- 2023: Schock
- 2025: Kein Tier. So Wild.
- 2025: Oben ohne